# Троицкий, Александр Яковлевич
Александр Яковлевич Троицкий (1894, Рязанская губерния — 7 апреля 1928 года) — советский учёный-философ, причисляемый к так называемым бухаринским «красным профессорам».

## Биография
Родился в семье кожевенного мастера.
Окончил Рязанское городское училище и Рязанскую учительскую семинарию, после чего в течение двух лет учительствовал в деревне.
В 1915 году поступил в Московский университет, однако через несколько месяцев был мобилизован в армию.
В мае 1917 года вступил в большевистскую партию. В октябре 1917 года делегат II Всероссийского съезда советов рабочих и солдатских депутатов в Петрограде. При выборах в Учредительное собрание был включён в большевистский список по Смоленской губернии.
Участник Революции 1917 года и Гражданской войны в России.
После гражданской окончил Институт красной профессуры (ИКП), после чего остался там в качестве преподавателя, стал членом правления, проректором и секретарём парторганизации, заместителем заведующего философским отделением института.
Одновременно вёл научную работу в Институте Ленина.
С 1926 года член редколлегии философского и общественно-экономического журнала «Под знаменем марксизма». На XIV съезде ВКП(б) (1925) был избран членом Центральной контрольной комиссии ВКП(б).
В начале 1928 года возглавил одно из подразделений Агитпропа ЦК ВКП(б).
Сторонник A. M. Деборина.
Кремирован в Первом московском (Донском) крематории. Урна с его прахом захоронена на новом Донском кладбище, в здании бывшего крематория (колумбарий № 1, секция 12, нижний ряд).